# Бужор, Методие Николаевич
Мето́дие Никола́евич Бужо́р (рум. Metodie Bujor, род. 9 июня 1974, Кишинёв, Молдавская ССР) — молдавский и российский оперный и эстрадный певец.

## Биография
Родился 9 июня 1974 г. в Кишинёве Молдавской ССР. Свое имя получил в честь деда — грека по национальности. В 2000 году, окончив Кишинёвскую академию музыки им. Гавриила Музическу, Бужор начал карьеру в труппе Московского театра «Новая опера» под управлением Евгения Колобова. Дебютировал в партии Спарафучиле в опере «Риголетто» Джузеппе Верди. Исполнял партии: Гремина в опере «Евгений Онегин» Чайковского, Сесила в опере «Мария Стюарт» Доницетти, Сальери в опере «Моцарт и Сальери» Римского-Корсакова и многие другие.
После победы на конкурсе Елены Образцовой в Санкт-Петербурге был приглашён в качестве солиста в Академию молодых оперных певцов Мариинского театра и переехал в Санкт-Петербург.
В 2003—2005 годах был приглашённым солистом в Лейпцигской опере, Германия. В 2008 году был приглашён как солист в премьерных спектаклях Михайловского театра оперы и балета: «Сельская честь» Масканьи, «Паяцы» Леонкавалло, «Любовный напиток» Доницетти.
Лауреат многих международных конкурсов.
В 2007 году Методие познакомился с Муслимом Магомаевым. После этой встречи в его творчестве большее место стала занимать классическая эстрадная песня. В 2009 году выбрал эстраду.
24 мая 2012 года состоялся первый сольный концерт Бужора на сцене Большого концертного зала «Октябрьский». Неоднократно выступал с концертами в Государственном Кремлёвском Дворце, Крокус Сити Холле, Московском международном Доме музыки. Принимал участие в праздничных мероприятиях на Красной площади в Москве и Дворцовой площади в Санкт-Петербурге. Постоянный участник различных программ на Первом канале, канале «Россия», «Россия Культура». 
В 2019 году избран депутатом муниципального совета муниципального округа Московская застава в Санкт-Петербурге от партии «Единая Россия», при выдвижении указал себя как индивидуальный предприниматель. Сложил мандат, не доработав до конца срока.
Живет в Санкт-Петербурге.

### Участие в телешоу «Голос»
Летом 2012 года Методие Бужор прошёл прослушивание для участия в программе «Голос», трансляция которого стартовала в ноябре 2012 года на Первом канале. Он исполнил композицию «Скажите, девушки» на первом этапе проекта — прослушивании вслепую, и был приглашён в команду Александра Градского. На следующем этапе конкурса, поединке, Градский не смог сделать выбор между Методие Бужором и Евгением Кунгуровым. Градский решил доверить судьбу поединка жребию и подбросил монету. Монета упала в пользу Кунгурова. Поступок Градского вызвал бурную дискуссию среди зрителей проекта, многие из которых считали Бужора одним из основных претендентов на победу.

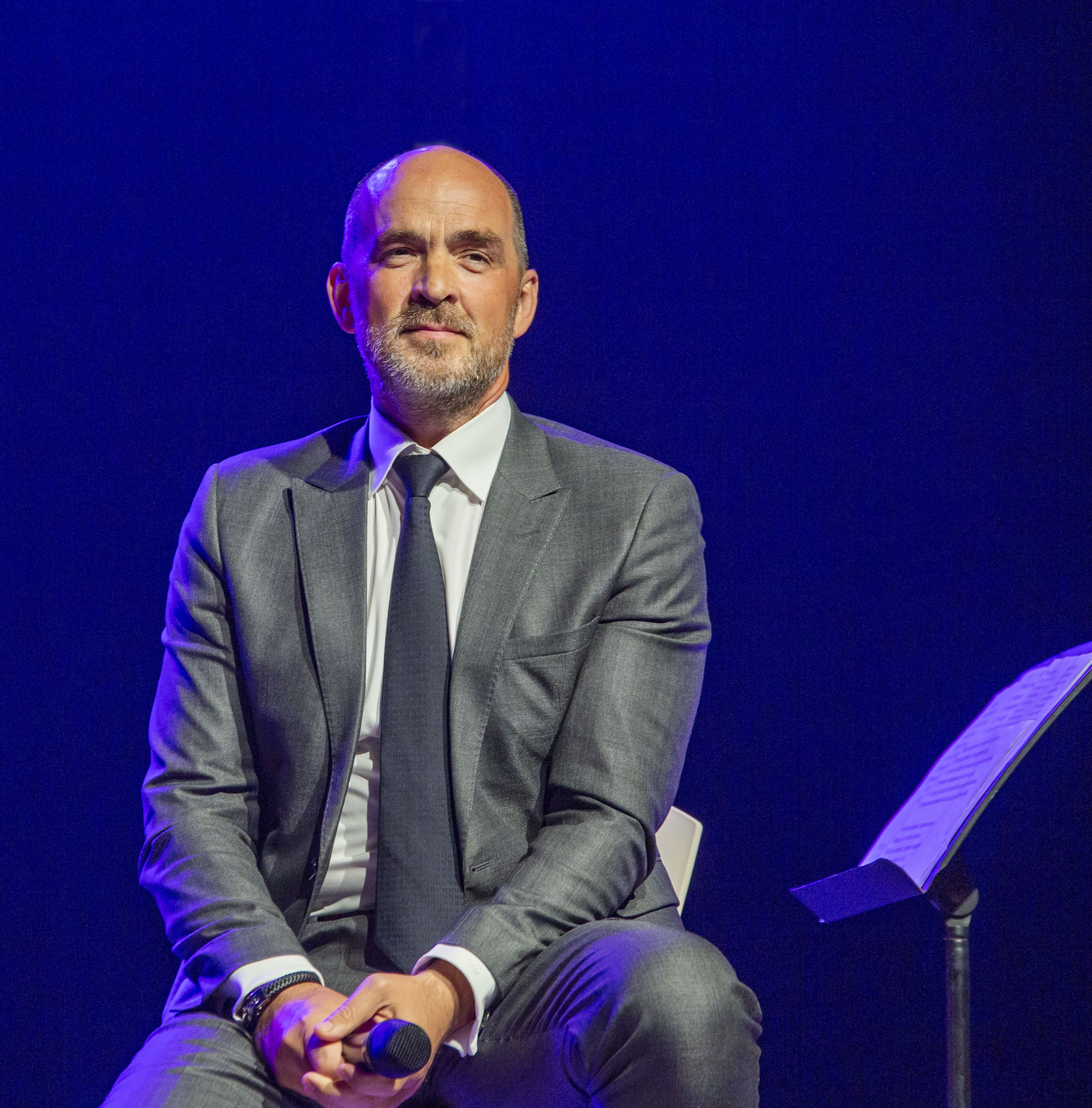
Методие Бужор. Выступление в Израиле в 2022

### Участие в телепроекте «Две звезды»
После завершения программы «Голос» Первый канал пригласил Бужора участвовать в шоу «Две звезды». Его партнёршей стала балерина Анастасия Волочкова, с которой было записано 12 дуэтов. Первый эфир состоялся 15 февраля 2013 года, а финал — 7 июня 2013 года. Пара Бужор-Волочкова стала самой обсуждаемой парой проекта

### Программа «Воспоминания…»
Сольная программа «Воспоминания…» была составлена из хитов XX века. В нее вошли произведения из репертуара Муслима Магомаева, Эдуарда Хиля, Евгения Мартынова, а также неаполитанские песни. 
Осенью 2016 года Бужор познакомился с молдавским музыкантом и композитором Валентином Узуном, что послужило началом творческого сотрудничества. Итогом стала запись нескольких песен, наиболее популярной стала композиция «Дороги любви», записанная в дуэте с певицей Жасмин. Премьера состоялась в июле 2017 г. на открытии фестиваля «Славянский Базар» в г. Витебске.

### Творчество
В репертуаре соседствуют песни легкого популярного направления, классическая эстрада, серьезные оперные арии и народные песни. Певец исполняет произведения на русском, итальянском, румынском, молдавском, испанском, английском языках. Большое место в репертуаре отведено песням военной и патриотической тематики.

## Семья
Бужор женат. Супруга Наталья в прошлом — оперная певица. Работает директором детского сада в Санкт-Петербурге. Изредка выступает вместе с мужем на концертах. Есть сын и дочь.

## Дискография

### Синглы
- 2016 — Мир придуман так
- 2017 — Дороги любви
- 2017 — Небеса дождем напишут
- 2017 — Время без тебя
- 2017 — Брат мой
- 2017 — Синеглазая весна
- 2017 — Ведь я же русский

## Награды[9]
- Почётная грамота Совета МПА СНГ (29 ноября 2018 года, Межпарламентская ассамблея СНГ) — за активное участие в деятельности Межпарламентской  Ассамблеи и её органов, вклад в укрепление дружбы между народами государств — участников Содружества Независимых Государств[10].
- Международный конкурс оперных певцов, г. Сарцана, Италия, 2004 г.
- Международный конкурс оперных певцов Елены Образцовой, Санкт-Петербург, Россия, 2002 год
- Международный конкурс оперных певцов им. Франсиско Виньяса, Барселона, Испания, 2001 год,
- Международный конкурс оперных певцов им. Hareclea Darkle Брэила, Румыния, 2001 год